# Sławomir Cieślak
Sławomir Cieślak (ur. 14 stycznia 1971 w Przedborzu) – polski prawnik, specjalista w zakresie prawa postępowania cywilnego, profesor nauk prawnych, profesor Uniwersytetu Łódzkiego i Uniwersytetu Jagiellońskiego, prorektor UŁ w kadencji 2016–2020.

## Życiorys
W 1994 ukończył studia na Wydziale Prawa i Administracji Uniwersytetu Łódzkiego. Doktoryzował się w 1999 na tym samym wydziale w oparciu o pracę pt. Podział funduszów masy upadłości, której promotorem był prof. Janusz Jankowski. Stopień naukowy doktora habilitowanego uzyskał w 2008 na UŁ na podstawie rozprawy pt. Formalizm postępowania cywilnego. Tytuł profesora nauk prawnych otrzymał 16 września 2016.
W latach 1994–2000 odbył aplikację adwokacką w Izbie Adwokackiej w Łodzi. Egzamin adwokacki zdał w 2000.
Związany z Uniwersytetem Łódzkim, na którym doszedł do stanowiska profesora zwyczajnego (2017), a po zmianach prawnych – profesora. W latach 2008–2016 był prodziekanem Wydziału Prawa i Administracji UŁ. W kadencji 2016–2020 zajmował stanowisko prorektora do spraw kształcenia łódzkiej uczelni. W 2018 objął kierownictwo Katedry Postępowania Cywilnego I. Ponadto zatrudniony na stanowisku profesora na Uniwersytecie Jagiellońskim. W latach 2012–2018 kierował Zakładem Postępowania Cywilnego na Wydziale Prawa i Administracji UJ.
Specjalizuje się w postępowaniu cywilnym. Autor ponad 80 publikacji naukowych, redaktor naczelny „Przeglądu Prawa Egzekucyjnego”. Członek Towarzystwa Naukowego Procesualistów Cywilnych (sekretarz zarządu w kadencji 2013–2017).